# Liga ACB 2004-2005
La Liga ACB 2004-2005 è stata la 49ª edizione del massimo campionato spagnolo di pallacanestro maschile.
Il torneo si compone di diciotto formazioni, che si affrontano in un unico girone all'italiana con partite di andata e ritorno. Le prime otto si qualificano per i play-off per il titolo nazionale, disputati al meglio delle cinque gare con la prima e la terza e la quinta in casa della meglio classificata al termine della stagione regolare. Le ultime due retrocedono in Liga LEB.
Il Real Madrid CF, secondo al termine della stagione regolare, vince il suo ventinovesimo titolo nazionale in finale dei play-off sul TAU Cerámica, primo dopo le trentaquattro giornate.

## Risultati

### Stagione regolare
|     | Squadra                 | G  | V  | P  | PF    | PS    | Pt. | Qualificazione    |
| --- | ----------------------- | -- | -- | -- | ----- | ----- | --- | ----------------- |
| 1.  | TAU Ceramica            | 34 | 28 | 6  | 3.106 | 2.692 | 62  | playoffs          |
| 2.  | Real Madrid Baloncesto  | 34 | 26 | 8  | 2.720 | 2.457 | 60  | playoffs          |
| 3.  | Winterthur FC Barcelona | 34 | 24 | 10 | 2.723 | 2.579 | 58  | playoffs          |
| 4.  | Unicaja Málaga          | 34 | 23 | 11 | 2.775 | 2.531 | 57  | playoffs          |
| 5.  | Etosa Alicante          | 34 | 23 | 11 | 2.813 | 2.629 | 57  | playoffs          |
| 6.  | Adecco Estudiantes      | 34 | 21 | 13 | 2.915 | 2.773 | 55  | playoffs          |
| 7.  | DKV Joventut            | 34 | 20 | 14 | 2.840 | 2.719 | 54  | playoffs          |
| 8.  | Gran Canaria            | 34 | 19 | 15 | 2.539 | 2.446 | 53  | playoffs          |
| 9.  | Pamesa Valencia         | 34 | 18 | 16 | 2.950 | 2.893 | 52  |                   |
| 10. | Caja San Fernando       | 34 | 14 | 20 | 2.786 | 2.841 | 48  |                   |
| 11. | Leche Rio Breogan       | 34 | 13 | 21 | 2.814 | 2.889 | 47  |                   |
| 12. | Forum Valladolid        | 34 | 13 | 21 | 2.677 | 2.868 | 47  |                   |
| 13. | Ricoh Manresa           | 34 | 12 | 22 | 2.649 | 2.783 | 46  |                   |
| 14. | Lagun Aro Bilbao        | 34 | 12 | 22 | 2.634 | 2.801 | 46  |                   |
| 15. | CB Granada              | 34 | 12 | 22 | 2.632 | 2.881 | 46  |                   |
| 16. | Casademont Girona       | 34 | 11 | 23 | 2.786 | 2.996 | 45  |                   |
| 17. | Unelco Tenerife         | 34 | 9  | 25 | 2.447 | 2.763 | 43  | retrocesse in LEB |
| 18. | Plus Pujol Lleida       | 34 | 8  | 26 | 2.667 | 2.932 | 42  | retrocesse in LEB |

## Playoff
|  | Quarti di finale | Quarti di finale  | Quarti di finale |             |            | Semifinali     | Semifinali | Semifinali |  |  | Finali | Finali         | Finali |
|  |                  |                   |                  |             |            |                |            |            |  |  |        |                |        |
|  | 1.               | Saski Baskonia    | 3                |             |            |                |            |            |  |  |        |                |        |
|  | 8.               | Gran Canaria      | 1                |             |            |                |            |            |  |  |        |                |        |
|  | 8.               | Gran Canaria      | 1                |             | 1.         | Saski Baskonia | 3          |            |  |  |        |                |        |
|  |                  |                   |                  |             | 1.         | Saski Baskonia | 3          |            |  |  |        |                |        |
|  |                  | 4.                | Málaga           | 1           |            |                |            |            |  |  |        |                |        |
|  | 4.               | 4.                | Málaga           | 1           | Málaga     | 3              |            |            |  |  |        |                |        |
|  | 4.               |                   |                  |             | Málaga     | 3              |            |            |  |  |        |                |        |
|  | 5.               | Alicante          | 2                |             |            |                |            |            |  |  |        |                |        |
|  |                  |                   |                  |             |            |                |            |            |  |  | 1.     | Saski Baskonia | 2      |
|  |                  |                   | 2.               | Real Madrid | 3          |                |            |            |  |  |        |                |        |
|  | 2.               | Real Madrid       | 3                |             |            |                |            |            |  |  |        |                |        |
|  | 7.               | Joventut Badalona | 1                |             |            |                |            |            |  |  |        |                |        |
|  | 7.               | Joventut Badalona | 1                |             | 2.         | Real Madrid    | 3          |            |  |  |        |                |        |
|  |                  |                   |                  |             | 2.         | Real Madrid    | 3          |            |  |  |        |                |        |
|  |                  | 6.                | Estudiantes      | 1           |            |                |            |            |  |  |        |                |        |
|  | 3.               | 6.                | Estudiantes      | 1           | Barcellona | 1              |            |            |  |  |        |                |        |
|  | 3.               |                   |                  |             | Barcellona | 1              |            |            |  |  |        |                |        |
|  | 6.               | Estudiantes       | 3                |             |            |                |            |            |  |  |        |                |        |

| Liga ACB 2004-2005     |
| ---------------------- |
| Real Madrid 29º titolo |

## Formazione vincitrice
| N° | Naz.                           | Ruolo | Sportivo          |  | Alt. |  |
| -- | ------------------------------ | ----- | ----------------- |  | ---- |  |
| 4  | Spagna (bandiera)              | A     | Alberto Aspe      |  |      |  |
| 5  | Francia (bandiera)             | G     | Moustapha Sonko   |  | 192  |  |
| 6  | Stati Uniti (bandiera)         | P     | Elmer Bennett     |  | 183  |  |
| 7  | Croazia (bandiera)             | G     | Mario Stojić      |  | 198  |  |
| 8  | Spagna (bandiera)              | P     | Daniel Muñoz      |  |      |  |
| 9  | Grecia (bandiera)              | AG    | Antōnīs Fōtsīs    |  | 209  |  |
| 11 | Spagna (bandiera)              | AP    | Alberto Herreros  |  | 200  |  |
| 12 | Spagna (bandiera)              | C     | Antonio Bueno     |  | 209  |  |
| 14 | Spagna (bandiera)              | C     | Felipe Reyes      |  | 206  |  |
| 15 | Francia (bandiera)             | AP    | Mickaël Gelabale  |  | 201  |  |
| 17 | Belgio (bandiera)              | A     | Axel Hervelle     |  | 205  |  |
| 22 | Stati Uniti (bandiera)         | G     | Louis Bullock     |  | 185  |  |
| 24 | Stati Uniti (bandiera)         | G     | Jay Larrañaga     |  | 195  |  |
| 25 | Stati Uniti (bandiera)         | P     | Justin Hamilton   |  | 191  |  |
| 31 | Irlanda (bandiera)             | C     | Pat Burke         |  | 211  |  |
| 32 | Stati Uniti (bandiera)         | G     | Troy Bell         |  | 186  |  |
| 33 | Spagna (bandiera)              | AC    | José Ángel Antelo |  | 203  |  |
|    | Serbia e Montenegro (bandiera) | All.  | Božidar Maljković |  |      |  |

## Premi e riconoscimenti
- Liga ACB MVP:  Luis Scola, TAU Cerámica
- Liga ACB MVP finali:  Louis Bullock, Real Madrid
- Giocatore rivelazione:  Sergio Rodríguez, Adecco Estudiantes
- Quintetto ideale:
  -  José Calderón, TAU Cerámica
  -  Charlie Bell, Leche Río Breogán
  -  Carlos Jiménez, Adecco Estudiantes
  -  Jorge Garbajosa, Unicaja Málaga
  -  Luis Scola, TAU Cerámica